# Maximiliano Eugénio da Áustria
Maximiliano Eugénio da Áustria (nome completo: Maximiliano Eugénio Luís Frederico Filipe Ignácio José de Habsburgo-Lorena; Viena, 13 de abril de 1895 – Castelo de Altshausen, 19 de janeiro de 1952), foi um arquiduque da Áustria e membro da Casa de Habsburgo-Lorena. Era irmão mais novo do imperador Carlos I da Áustria.

## Biografia
Maximiliano era o segundo filho do arquiduque Oto Francisco da Áustria e da princesa Maria Josefa da Saxônia.
Ele casou-se a 29 de novembro de 1917 em Viena com a princesa Francisca de Hohenlohe-Waldenburg-Schillingsfürst, filha do príncipe Conrado de Hohenlohe-Waldenburg-Schillingsfürst e da condessa Francisca de Schönborn-Buchheim. Eles tiveram dois filhos:
- Fernando (1918-2004), casado com a condessa Helena de Toerring-Jettenbach, com descendência;
- Henrique Carlos (1925-2014), casado com a condessa Ludmila de Galen, com descendência.

Maximiliano morreu no exílio em 19 de janeiro de 1952, aos 56 anos. Foi sepultado na cripta real do Castelo de Altshausen em Baden-Württemberg. O corpo foi reenterrado na igreja colegial de São Pedro em Salzburgo, a 4 de Abril de 2019.